# Барбара Наварро
Барбара Наварро (ісп. Bárbara Navarro; нар. 9 квітня 1973) — колишня іспанська тенісистка.
Найвищу одиночну позицію світового рейтингу — 247 місце досягла 18 травня 1992, парну — 261 місце — 13 травня 1991 року.
Здобула 1 одиночний та 1 парний титул туру ITF.

## Фінали ITF

### Одиночний розряд: 1 (1–0)
| Результат | Ранг | Дата          | Турнір          | Покриття | Суперниця     | Рахунок       |
| --------- | ---- | ------------- | --------------- | -------- | ------------- | ------------- |
| Перемога  | 1.   | 21 липня 1991 | Суб'яко, Італія | Ґрунт    | Карин Лушниць | 6–3, 3–6, 6–2 |

### Парний розряд: 2 (1–1)
| Результат | Ранг | Дата            | Турнір           | Покриття | Партнерка      | Суперниці                     | Рахунок       |
| --------- | ---- | --------------- | ---------------- | -------- | -------------- | ----------------------------- | ------------- |
| Поразка   | 1.   | 25 березня 1990 | Гранада, Іспанія | Тверде   | Inés Canadell  | Elena Ordiñaga Ніноска Соуто  | 5–7, 6–4, 2–6 |
| Перемога  | 2.   | 1 жовтня 2000   | Льєйда, Іспанія  | Ґрунт    | Патрісія Азнар | Ана Тимотич Caroline-Ann Basu | 6–1, 6–3      |